# 13번 출입구

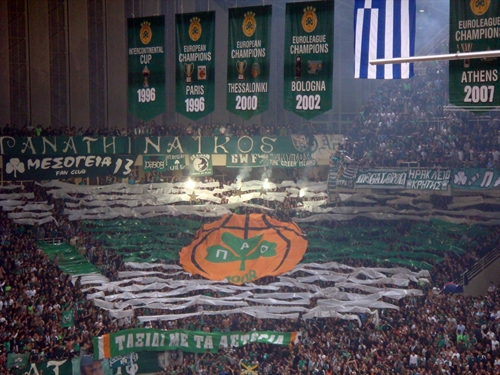
파나티나이코스 서포터들

13번 출입구(그리스어: Θυρα 13)는 그리스 클럽 파나티나이코스의 서포터 단체이다. 1966년 11월 19일에 창립된 13번 출입구는 그리스에서 가장 오래된 서포터 단체이다. 그리스 전국에서 온 13번 출입구의 회원들은 클럽의 의사를 존중하고 가능한 따라다니면서 클럽의 일부가 되었다.

## 역사

### 기원
13번 출입구가 창립되기 전, 그리스 전역에 다양한 축구 서포터들이 존재하였다. 처음으로 나온 서포터 그룹은 1952년 10월에 창립된 파나티나이코스 서포터들의 클럽(그리스어: Σύλλογος Φιλάθλων Οπαδών Παναθηναϊκού, 줄여서 Σ.Φ.Ο.Π.) 으로, 알려지지 않은 기간 동안 활동하였다. 50년대 말을 향해 서포터들은 홈경기 및 원정 경기 응원을 조직하는데까지 이르렀다. 이들은 경기장에 정기적으로 참관하였고, 아포스톨로스 니콜라이디스 경기장의 13번 출입구에 집결했다. 원정 경기 응원을 조직하고 다양한 클럽에서의 기타 행사에 참가하기 위해 파나티나이코스 팬들이 가장 많이 구독하는 신문 2종류인 체육의 메아리(그리스어: Αθλητική Ηχώ) 와 범아테네 뉴스(그리스어: Παναθηναϊκά Νέα)를 이용했다. 1966년까지, 기반 지역을 따 명명된 서포터 클럽들이 존재하였다. 이들 중에는 암펠로키포이, 조그라푸, 파티시아, 키지, 페트랄로나, 파파구-홀라르고스, 페리스테리, 니카이아-코리달로스, 파트라스 등이 존재하였고, 대부분 지금까지 활동하고 있다. 대대적인 명칭의 부재에도 불구하고, 클럽들은 정기적으로 모여 팀이나 감독의 활약, 원정 경기 응원 계획, 레오포로스 경기장 (아포스톨로스 니콜라이디스 경기장의 별칭)의 입장권 확보 등과 같은 주제에 대해 토론하였다. 1962-63 시즌을 기점으로, 가장 열광적인 서포터들이 집결했던 경기장 출입구의 명칭을 딴 대대적인 클럽의 필요를 느끼게 되었으나, 많은 애로가 있었다. 시간이 지나면서, 13번 출입구라는 조직이 정비되었고, 선수들과 팬들로부터 인지되고 존경받기 시작했다.

### 1966
그리고 1966년, 오랜 시간이 지나 파나티나이코스 서포터들의 클럽 "13번 출입구" (그리스어: Σύνδεσμος Φίλων Παναθηναϊκού Αθλητικού Ομίλου "Η  Θύρα 13") 이 1966년 11월 19일에 아테네 콜로노스 로 68번지에 창립되었다. 당시 클럽은 나머지 클럽을 합친 것과 같은 존재였으나, 차이점은 물론 향후 파나티나이코스 역사의 주요 부분을 장식하는 것이었다. 1966년 11월 27일, 13번 출입구가 창립된지 며칠 후, 아테네에서 베로이아로 이동하는 파나티나이코스 팬들이 충돌 사고로 2명이 사망하였고, 사망자의 이름은 13번 출입구의 창단자들이었던 요르고스 코스코로스 (Γιώργος Κόσκορος) 와 디미트리스 사란타코스 (Δημήτρης Σαραντάκος)였다.

### 1967-1971

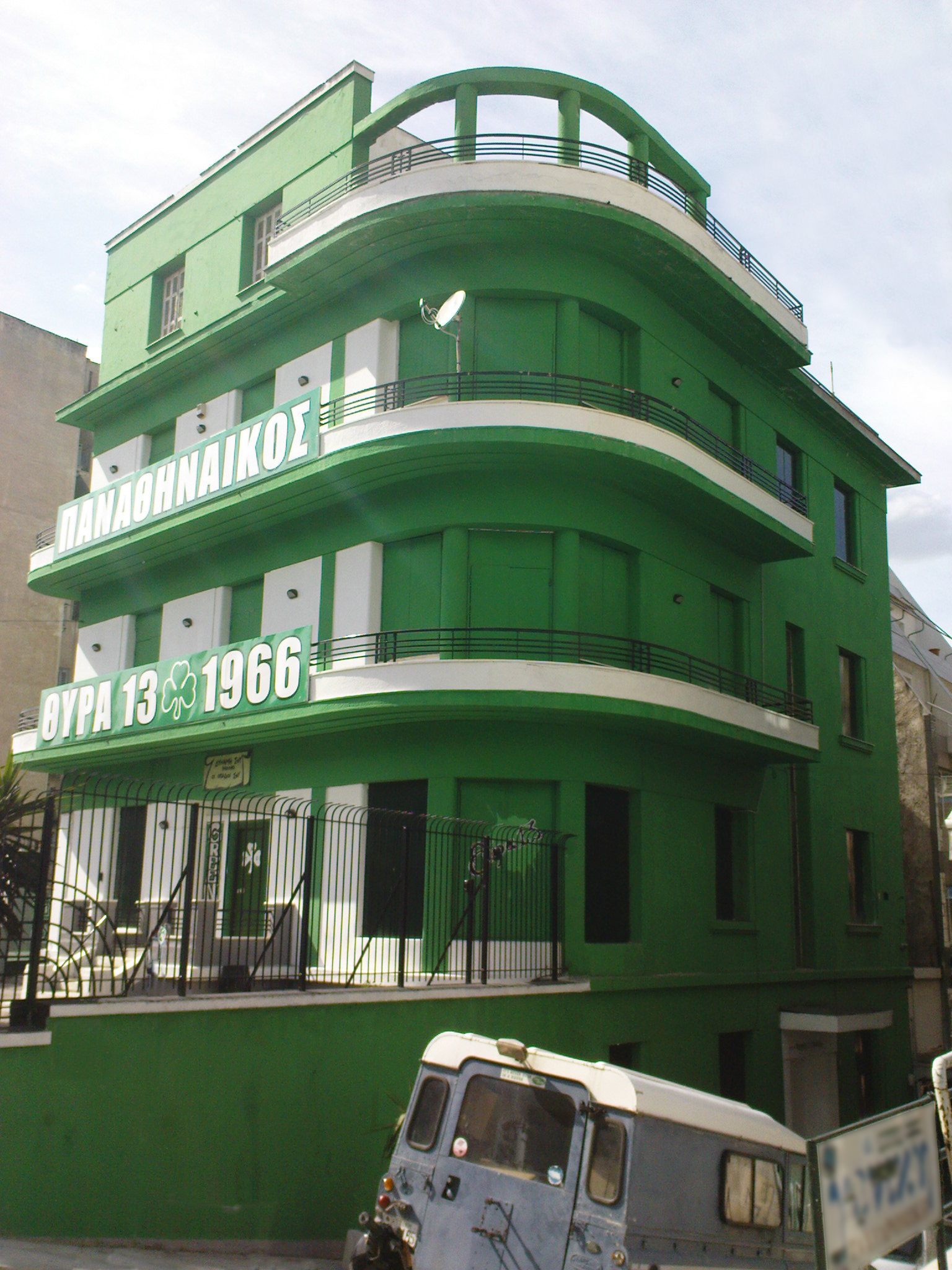
협회 본부

1967년, 파나티나이코스의 서포터 클럽이 아테네와 그리스 전국에서 증가세를 보였다. 그러나, 1967년 그리스 군사 정권이 들어서면서, 서포터 클럽들은 차례로 해체되었다. 13번 출입구도 예외는 아니었는데, 1968년, 아테네 중심의 소크라투스 로 39번지에 본부를 다시 차렸다. 많은 다른 클럽들도 얼마 지나지 않아 추종하기 시작했다. 당시, 그리스 경기장 내부 분위기는 잔잔했으며, 가끔가다 개인적 차이로 싸움이 발생하기도 했다. 이어지는 기간 동안 13번 출입구는 조직이 확장되었고, 레오포로스 경기장이 대부분의 경기에서 인산인해를 이루면서 깃발과 로고가 유럽 국제경기와 국내 경기에서 날리기 시작했다. 같은 시기, 아포스톨로스 니콜라이디스 경기장 실내 홀 "인디언 툼"의 파나티나이코스 팬들 사이에서 농구의 인기가 높아지기 시작했다. 더 나아가서, 13번 출입구는 팀의 선거와 같은 비 체육 활동에도 참가하기 시작했다. 같은 시기, 다양한 주제에 대해 그들은 입장권 가격과 같이 클럽에 대해 부정적으로 느끼는 것에 대해 표출하기도 했다.

### 1971-1974

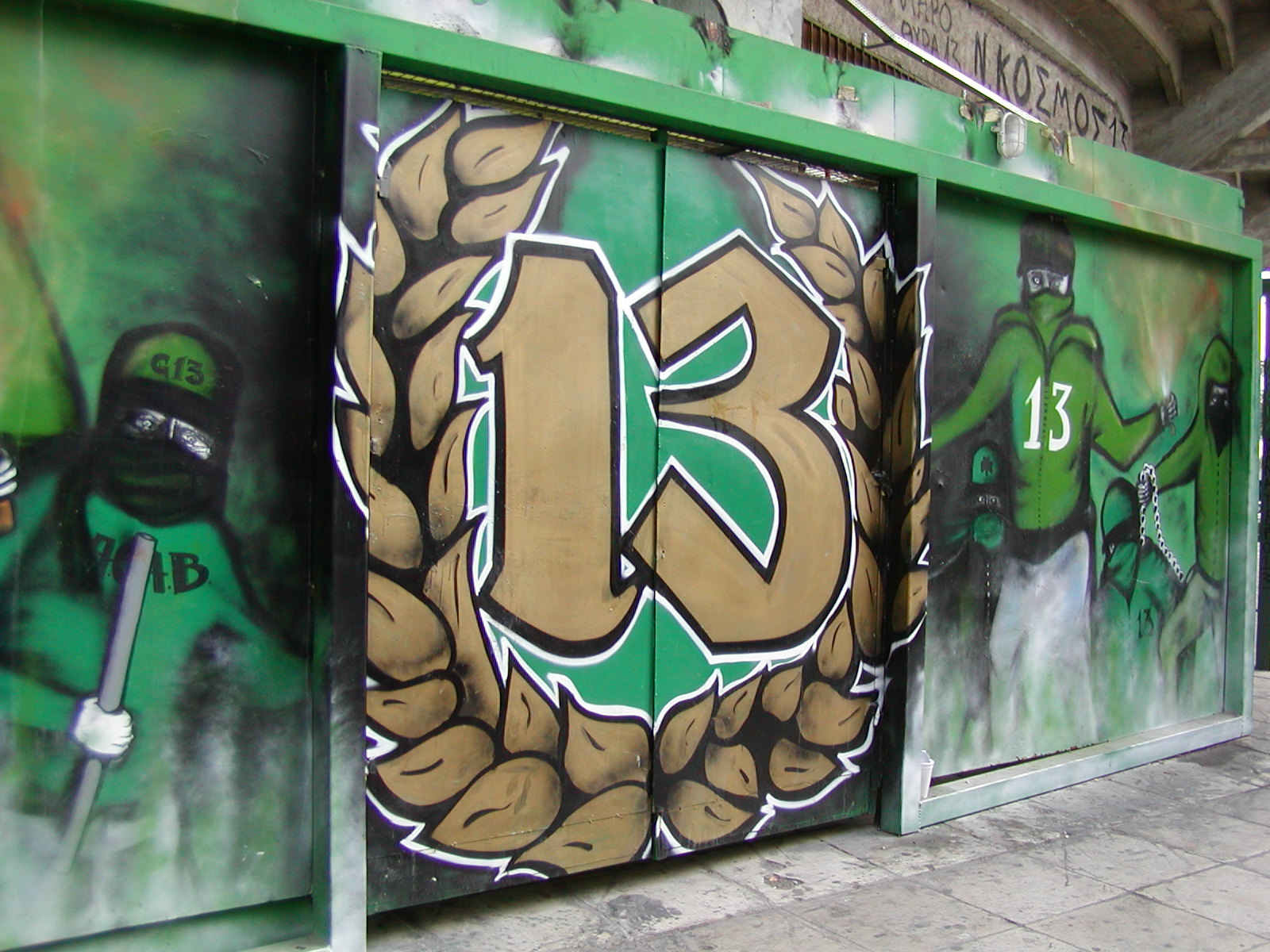
13번 출입구의 그래피티

1971년은 파나티나이코스의 역사에 이정표가 놓인 해이다. 축구부가 1971 유러피언컵 결승전에 진출하였고, 파나티나이코스는 지금까지도 주요 유럽 대회 결승전에 진출한 그리스의 유일한 축구팀이다. 이 성공으로 인해, 파나티나이코스 팬 숫자가 크게 증가하였다. 13번 출입구는 파나티나이코스의 기억에 남을 유러피언컵 경기에 참석하였다. 15,000명의 팬들이 베오그라드 원정을 떠나 파나티나이코스가 강호 레드 스타 베오그라드를 상대하는 것을 관전하였고, 한편 20,000명이 런던의 웸블리 스타디움으로 떠나 아약스와의 결승전에서 팀을 응원하였다. 파나티나이코스 축구팀의 유럽대항전 성공으로, 다른 서포터 클럽이 재조직되었으며, 한편 다른 팬들은 자신들만의 서포터 클럽을 조직하였다. 1972년에 유명한 몇몇 신생 클럽은 니카이아, 비로나스, 그리고 테살로니키에 존재했다. 테살로니키는 파나티나이코스의 가장 활발히 활동하는 서포터 클럽이다. 창립 이후, 클럽은 감독과 함께 많은 원정 경기에 참관하였고, 파나티나이코스의 경영자와 구단주를 비난하곤 했다. 1974년까지, 대부분의 서포터 클럽은 자체 감독을 지니고 있었고, 모든 원정 경기에 참관했다.

### 1974-1978
그리스 군사 정권이 몰락하고, 그리스 전국의 서포터 클럽이 재조직되었다. 1978년까지, 파나티나이코스는 52개의 서포터 클럽이 그리스 전국에 존재하는 반면 올림피아코스는 서포터 클럽이 몇 되지 못하였다. 1976년, 13번 출입구의 10주년 행사에서 파나티나이코스의 팬들은 별세한 파나티나이코스 팬들을 추모하는 묵념의 시간을 가졌다. 1974년, 팬클럽 조직원의 변화로, 13번 출입구는 경기장에서 가장 큰 소리를 내는 곳이 되었다. 13번 출입구 부분의 위에는 다수의 깃발과 배너가 스탠드의 색과 특징을 부여한다. 모든 경기 시작 전, 모든 팬들은 13번 출입구의 일원들이 그라운드로 나가 파나티나이코스에 경의하는 것을 기다린다.